# Gretchen Woodman Rogers
Gretchen Woodman Rogers (Boston, 1881 - New Haven 1967) was een Amerikaans schilderes, verbonden aan de Boston School.

## Leven en werk
Gretchen Woodman Rogers werd in 1881 geboren in Boston, Massachusetts en studeerde van 1900 tot 1907 aan de School of the Museum of Fine Arts, onder Edmund C. Tarbell. Al tijdens haar studie werd haar talent door critici erkend en won zij verschillende prijzen voor haar werk. Tarbell noemde haar dan ook een van de beste studenten die hij heeft begeleid. Het werk van Rogers heeft meerdere malen deel uitgemaakt van grote exposities, onder andere in het Museum of Fine Arts (Boston), Pennsylvania Academy of the Fine Arts, en het Art Institute of Chicago. Verder was Rogers zeer actief in de kunstwereld in Boston, waar zij een van de grondleggers was van een gildevereniging voor kunstenaars. 
Rogers bekendste schilderij is haar zelfportret met bontmuts, waarvoor zij in 1915 op de Panama-Pacific International Exposition in San Francisco een zilveren onderscheiding kreeg. Het schilderij is tegenwoordig onderdeel van de collectie van het Boston Museum of Fine Arts. Naast het vervaardigen van portretten hield Rogers zich bezig met landschapsschilderkunst en het maken van stillevens. Hoewel Rogers na de Wereldtentoonstelling van 1915 grote faam maakte en genoeg werk verkocht om zich te kunnen onderhouden, maakte de Grote Depressie in de jaren 30 een einde aan haar succes. Rogers gaf het kunstenaarsbestaan op en verkocht haar atelier in de wijk Back Bay in Boston. Over haar latere leven is weinig bekend. Rogers overleed in 1967 in New Haven, Connecticut.
- Union List of Artist Names: 500105093
- Virtual International Authority File: 96464030